# 如意

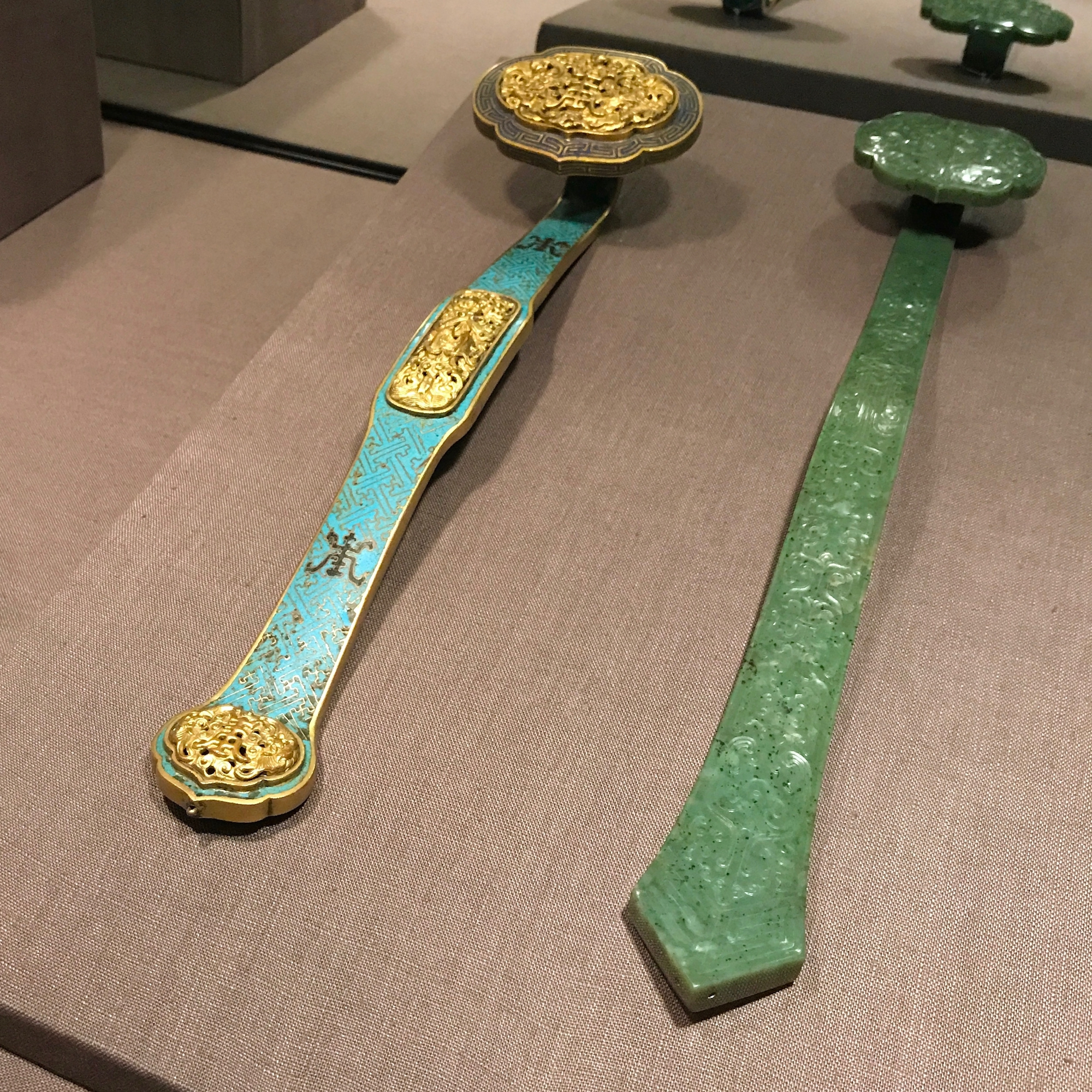
如意

如意，别名“握君”，中国传统工艺品，起源于古代中国人的“爪仗”（即俗称的「不求人」、“痒痒挠”）。
如意大致可分為三種，直柄式如意，造型線條簡單，是為天官如意。頂端造型形似靈芝的，即為靈芝如意。而以玉器、翡翠、珊瑚、瑪瑙、碧璽、象牙等名貴寶石，鑲嵌在珍貴的紫檀紅木，或者銅鎏金上的，則稱為三鑲式如意。
一柄经典的如意，由细长的手柄和云纹头部组成。早在中国东周年间，便已有如意的雏形。唐代段成式在《酉阳杂俎》中记载孙权曾发掘出秦始皇使用过的一柄白玉如意。
佛教於汉朝時传入中国后，“爪仗”（（梵语名为阿那律）作为佛教徒随身装备之一，在中国流行开来，許多佛像都手持如意，是一種吉祥的象徵。唐朝以后，如意的使用功能逐漸消失，裝飾功能增強，成为工艺品。

## 延伸阅读
[在维基数据编辑]
 《欽定古今圖書集成·經濟彙編·考工典·如意部》，出自陈梦雷《古今圖書集成》